# Voile aux Jeux olympiques d'été de 2012 – 49er
Pour un article plus général, voir Voile aux Jeux olympiques d'été de 2012.
Navigation
Pékin 2008 Rio de Janeiro 2016
L'épreuve de 49er des Jeux olympiques d'été de 2012 a lieu du 30 juillet au 8 août à Weymouth et Portland.

## Médaillés
| Or                                      | Argent                                    | Bronze                               |
| Australie Iain Jensen Nathan Outteridge | Nouvelle-Zélande Peter Burling Blair Tuke | Danemark Peter Lang Allan Nørregaard |

## Qualification
Pour cette épreuve, les athlètes se sont qualifiés soit grâce aux championnats du monde 2011, qui attribuait 75 % des places, ou grâce à ceux de 2012, qui attribuait 25 % des places. De plus, la Grande-Bretagne, en tant que pays hôte, est qualifiée pour toutes les épreuves.

## Format de la compétition
Cette épreuve comprend une série de régates. Des points sont attribués à chaque régate : un point pour l'équipe gagnante, deux points pour le bateau en deuxième position et ainsi de suite. Après les 15 premières régates, les points attribués à chaque équipe dans la course où elle a réalisé sa plus mauvaise performance sont retirés et les points restants sont additionnés. Les 10 équipes avec les meilleurs scores disputent la course pour la médaille dont les points comptent double : deux points pour la première place, quatre points pour la deuxième place et ainsi de suite. Le total des points obtenus à l'issue de la course à la médaille détermine le classement, ainsi l'équipe ayant le score le plus bas est déclaré vainqueur.

## Calendrier
All times are British Summer Time (UTC+1)
| Date                   | Temps   | Tour                 |
| ---------------------- | ------- | -------------------- |
| Lundi 30 juillet 2012  | 13 h 00 | Courses 1 et 2       |
| Mardi 31 juillet 2012  | 13 h 00 | Courses 3 et 4       |
| Mercredi 1er août 2012 | 13 h 00 | Courses 5 et 6       |
| Jeudi 2 août 2012      | 13 h 00 | Courses 7 et 8       |
| Vendredi 3 août 2012   | 13 h 00 | Courses 9, 10 et 11  |
| Dimanche 5 août 2012   | 13 h 00 | Courses 12 et 13     |
| Lundi 6 août 2012      | 13 h 00 | Courses 14 et 15     |
| Mercredi 8 août 2012   | 14 h 00 | Course à la médaille |

## Résultats
| Rang                                | Noms                                          | Pays             | Course | Course | Course | Course | Course | Course | Course | Course | Course | Course | Course | Course | Course | Course | Course | Course | Points | Points |
| Rang                                | Noms                                          | Pays             | 1      | 2      | 3      | 4      | 5      | 6      | 7      | 8      | 9      | 10     | 11     | 12     | 13     | 14     | 15     | M      | Tot    | Net    |
| ----------------------------------- | --------------------------------------------- | ---------------- | ------ | ------ | ------ | ------ | ------ | ------ | ------ | ------ | ------ | ------ | ------ | ------ | ------ | ------ | ------ | ------ | ------ | ------ |
| Médaille d'or, Jeux olympiques      | Nathan Outteridge et Iain Jensen              | Australie        | 8      | 1      | 2      | 4      | 2      | 1      | 10     | 6      | 9      | 5      | 4      | 1      | 1      | 1      | 3      | 8      | 66     | 56     |
| Médaille d'argent, Jeux olympiques  | Peter Burling et Blair Tuke                   | Nouvelle-Zélande | 9      | 7      | 1      | 7      | 3      | 5      | 9      | 11     | 7      | 2      | 1      | 2      | 15     | 6      | 6      | 4      | 95     | 76     |
| Médaille de bronze, Jeux olympiques | Allan Nørregaard et Peter Lang                | Danemark         | 2      | 4      | 14     | 6      | 16     | 15     | 5      | 7      | 13     | 6      | 16     | 4      | 4      | 3      | 9      | 6      | 130    | 114    |
| 4                                   | Nico Delle Karth et Nikolaus Resch            | Autriche         | 10     | 15     | 6      | 5      | 5      | 16     | 4      | 19     | 4      | 9      | 6      | 17     | 11     | 4      | 4      | 2      | 137    | 118    |
| 5                                   | Stevie Morrison et Ben Rhodes                 | Grande-Bretagne  | 12     | 12     | 3      | 18     | 4      | 2      | 1      | 1      | 17     | 4      | 20     | 13     | 3      | 17     | 7      | 10     | 144    | 124    |
| 6                                   | Emmanuel Dyen et Stéphane Christidis          | France           | 1      | 9      | 9      | 12     | 1      | 10     | 12     | 13     | 10     | 21 OCS | 2      | 5      | 10     | 7      | 14     | 12     | 148    | 127    |
| 7                                   | Lauri Lehtinen et Kalle Bask                  | Finlande         | 19     | 18     | 4      | 11     | 6      | 8      | 2      | 2      | 1      | 11     | 3      | 11     | 15     | 11     | 3      | 20     | 148    | 129    |
| 8                                   | Bernardo Freitas et Francisco Andrade         | Portugal         | 7      | 2      | 10     | 9      | 10     | 6      | 13     | 5      | 8      | 12     | 9      | 10     | 5      | 14     | 15     | 14     | 149    | 134    |
| 9                                   | Giuseppe Angilella et Gianfranco Sibello      | Italie           | 14     | 11     | 13     | 10     | 11     | 7      | 8      | 12     | 15     | 3      | 13     | 18     | 9      | 5      | 1      | 16     | 166    | 148    |
| 10                                  | Jonas von Geijer et Niclas During             | Suède            | 5      | 3      | 12     | 8      | 17     | 4      | 14     | 3      | 16     | 8      | 19     | 6      | 18     | 10     | 11     | 18     | 172    | 153    |
| 11                                  | Tobias Schadewaldt et Hannes Baumann          | Allemagne        | 17     | 5      | 20     | 19     | 15     | 9      | 7      | 14     | 3      | 1      | 10     | 9      | 12     | 13     | 8      | NC     | 162    | 142    |
| 12                                  | Iker Martinez de Lizarduy et Xabier Fernández | Espagne          | 15     | 6      | 7      | 3      | 14     | 18     | 3      | 15     | 12     | 14     | 8      | 14     | 8      | 15     | 12     | NC     | 164    | 146    |
| 13                                  | Łukasz Przybytek et Paweł Kołodziński         | Pologne          | 11     | 14     | 11     | 13     | 8      | 3      | 15     | 10     | 5      | 13     | 11     | 12     | 7      | 18     | 13     | NC     | 164    | 146    |
| 14                                  | Ryan Seaton et Matt McGovern                  | Irlande          | 4      | 8      | 15     | 2      | 12     | 19     | 11     | 9      | 14     | 7      | 15     | 7      | 13     | 16     | 16     | NC     | 168    | 149    |
| 15                                  | Erik Storck et Trevor Moore                   | États-Unis       | 6      | 10     | 16     | 1      | 7      | 13     | 20     | 18     | 2      | 17     | 5      | 20     | 17     | 8      | 17     | NC     | 177    | 157    |
| 16                                  | Gordon Cook et Hunter Lowden                  | Canada           | 3      | 16     | 5      | 17     | 9      | 17     | 16     | 8      | 11     | 16     | 7      | 8      | 20     | 9      | 21 DNF | NC     | 183    | 162    |
| 17                                  | Pavle Kostov et Petar Cupać                   | Croatie          | 13     | 17     | 8      | 15     | 13     | 14     | 17     | 4      | 19     | 15     | 17     | 3      | 14     | 12     | 19     | NC     | 200    | 181    |
| 18                                  | Yukio Makino et Kenji Takahashi               | Japon            | 16     | 13     | 17     | 14     | 18     | 11     | 18     | 16     | 18     | 18     | 14     | 15     | 6      | 2      | 10     | NC     | 206    | 188    |
| 19                                  | Jesse Kirkland et Alexander Kirkland          | Bermudes         | 21 DNF | 19     | 18     | 21 DNF | 21 DNF | 12     | 6      | 21 DNF | 6      | 10     | 12     | 19     | 2      | 19     | 18     | NC     | 225    | 204    |
| 20                                  | Dionysios Dimou et Mike Pateniotis            | Grèce            | 18     | 20     | 19     | 16     | 19     | 20     | 19     | 17     | 20     | 19     | 18     | 16     | 16     | 20     | 5      | NC     | 262    | 242    |